# Dianne Wiest
Dianne E. Wiest (n. 28 martie 1948) este o actriță americană de film, televiziune și scenă. Dianne Wiest este câștigătoare a două Premii Oscar, două Premii Emmy și un premiu Globul de Aur. De asemenea, Wiest a mai fost nominalizată la Premiile BAFTA.

## Filmografie

### Film
| An   | Titlu                              | Rol                           | Note |
| ---- | ---------------------------------- | ----------------------------- | --- |
| 1980 | It's My Turn                       | Gail                          | ca Diane Wiest |
| 1982 | I'm Dancing as Fast as I Can       | Julie Addison                 | |
| 1983 | Face of Rage                       | Rebecca Hammil                | |
| 1983 | Independence Day                   | Nancy Morgan                  | Unsinkable Molly Brown |
| 1984 | Falling in Love                    | Isabelle                      | |
| 1984 | Footloose                          | Vi Moore                      | |
| 1985 | The Purple Rose of Cairo           | Emma                          | |
| 1986 | Hannah and Her Sisters             | Holly                         | Academy Award for Best Supporting Actress Boston Society of Film Critics Award for Best Supporting Actress Los Angeles Film Critics Association Award for Best Supporting Actress National Board of Review Award for Best Supporting Actress National Society of Film Critics Award for Best Supporting Actress New York Film Critics Circle Award for Best Supporting Actress Nominalizare — Golden Globe Award for Best Supporting Actress - Motion Picture |
| 1987 | Radio Days                         | Bea                           | Nominalizare — BAFTA Award for Best Actress in a Supporting Role |
| 1987 | September                          | Stephanie                     | |
| 1987 | The Lost Boys                      | Lucy Emerson                  | |
| 1988 | Bright Lights, Big City            | Mother                        | |
| 1989 | Parenthood                         | Helen Buckman                 | Nominalizare — Academy Award for Best Supporting Actress Nominalizare — American Comedy Award for Funniest Supporting Actress in a Motion Picture Nominalizare — Golden Globe Award for Best Supporting Actress - Motion Picture |
| 1989 | Cookie                             | Lenore                        | |
| 1990 | Edward Scissorhands                | Peg Boggs                     | Nominalizare — Chicago Film Critics Association Award for Best Supporting Actress Nominalizare — Los Angeles Film Critics Association Award for Best Supporting Actress Nominalizare — National Society of Film Critics Award for Best Supporting Actress Nominalizare — Saturn Award for Best Supporting Actress |
| 1991 | Little Man Tate                    | Jane Grierson                 | |
| 1994 | Bullets Over Broadway              | Helen Sinclair                | Academy Award for Best Supporting Actress American Comedy Award for Funniest Supporting Actress in a Motion Picture Chicago Film Critics Association Award for Best Actress Dallas-Fort Worth Film Critics Association Award for Best Supporting Actress Golden Globe Award for Best Supporting Actress - Motion Picture Independent Spirit Award for Best Supporting Female Kansas City Film Critics Circle Award for Best Supporting Actress Los Angeles Film Critics Association Award for Best Supporting Actress National Society of Film Critics Award for Best Supporting Actress New York Film Critics Circle Award for Best Supporting Actress Screen Actors Guild Award for Outstanding Performance by a Female Actor in a Supporting Role Society of Texas Film Critics Award for Best Supporting Actress Southeastern Film Critics Association Award for Best Supporting Actress Nominalizare — Boston Society of Film Critics Award for Best Supporting Actress |
| 1994 | Cops and Robbersons                | Helen Robberson               | |
| 1994 | The Scout                          | Doctor H. Aaron               | |
| 1995 | Drunks                             | Rachel                        | |
| 1996 | The Associate                      | Sally Dugan                   | |
| 1996 | The Birdcage                       | Louise Keeley                 | American Comedy Award for Funniest Supporting Actress in a Motion Picture Blockbuster Entertainment Award for Favorite Supporting Actress in a Comedy Screen Actors Guild Award for Outstanding Performance by a Cast in a Motion Picture |
| 1998 | Practical Magic                    | Aunt Bridget 'Jet' Owens      | Nominalizare — American Comedy Award for Funniest Supporting Actress in a Motion Picture Nominalizare — Blockbuster Entertainment Award for Favorite Supporting Actress in a Comedy |
| 1998 | The Horse Whisperer                | Diane Booker                  | |
| 2001 | I Am Sam                           | Annie Cassell                 | |
| 2002 | Merci Docteur Rey                  | Elisabeth Beaumont            | |
| 2005 | Robots                             | Lydia Copperbottom            | Voice only |
| 2006 | A Guide to Recognizing Your Saints | Flori                         | Sundance Film Festival — Special Jury Prize for Best Ensemble Performance |
| 2007 | Dedication                         | Carol                         | |
| 2007 | Dan in Real Life                   | Nana Burns                    | |
| 2008 | Passengers                         | Toni                          | |
| 2008 | Synecdoche, New York               | Ellen Bascomb/Millicent Weems | Gotham Independent Film Award for Best Ensemble Cast |
| 2009 | Rage                               | Miss Roth                     | |
| 2010 | Rabbit Hole                        | Nat                           | |
| 2011 | The Big Year                       | Brenda Harris                 | |
| 2012 | Darling Companion                  | Penny                         | |
| 2012 | The Odd Life of Timothy Green      | Ms. Crudstaff                 | |

### Televiziune
| An      | Titlu                             | Rol                                | Note |
| ------- | --------------------------------- | ---------------------------------- | --- |
| 1997    | Road to Avonlea                   | Lillian Hepworth                   | TV-series Primetime Emmy Award for Outstanding Guest Actress in a Drama Series |
| 1999    | The Simple Life of Noah Dearborn  | Sarah McClellan                    | Television film Nominalizare — Primetime Emmy Award for Outstanding Supporting Actress in a Miniseries or a Movie |
| 2000    | The 10th Kingdom                  | The Evil Queen/Christine White     | Television miniseries |
| 2000–02 | Law & Order                       | D.A. Nora Lewin                    | Seasons 11 & 12: 48 episoade Nominalizare — Screen Actors Guild Award for Outstanding Performance by an Ensemble in a Drama Series (2000–01) |
| 2001–02 | Law & Order: Special Victims Unit | D.A. Nora Lewin                    | 2 episoade |
| 2004    | The Blackwater Lightship          | Lily                               | Television film Satellite Award for Best Actress – Miniseries or Television Film |
| 2004    | Category 6: Day of Destruction    | Secretary of Energy Shirley Abbott | Television miniseries |
| 2008    | In Treatment                      | Dr. Gina Toll                      | Season 1 & 2: 17 episoade Gracie Award for Outstanding Supporting Actress – Drama Series Primetime Emmy Award for Outstanding Supporting Actress – Drama Series (2008) Nominalizare — Primetime Emmy Award for Outstanding Supporting Actress – Drama Series (2009) Nominalizare — Golden Globe Award for Best Supporting Actress – Series, Miniseries or Television Film (2009) Nominalizare — Satellite Award for Best Supporting Actress – Series, Miniseries or Television Film (2008) |
| 2014    | The Blacklist                     | Ruth Kipling                       | 1 episode: Season 1, Episode 15, The Judge (#57) |